# 山本涼太

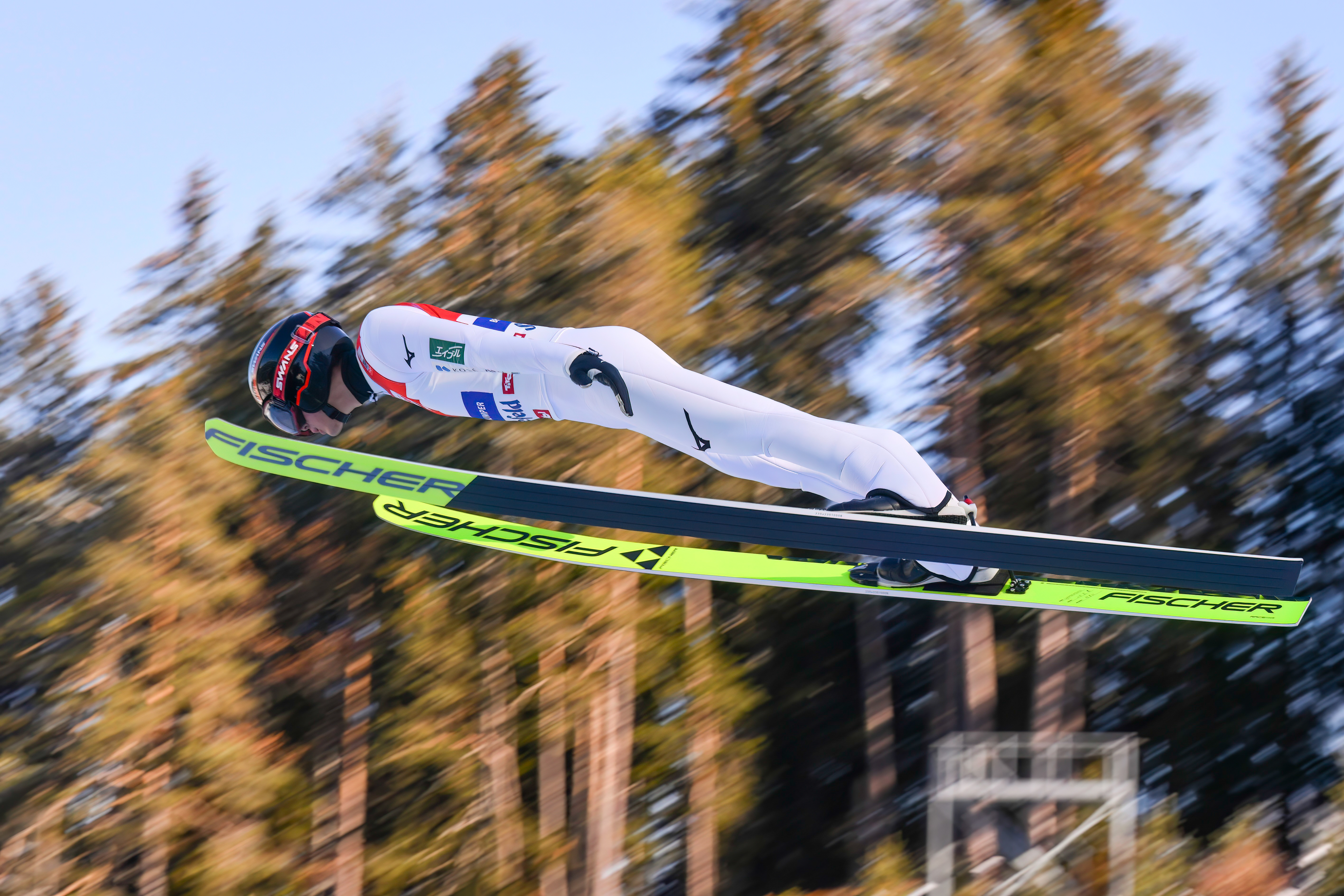

山本涼太（日语：／ Yamamoto Ryōta，1997年5月13日—），日本北歐兩項運動員，他代表日本隊參加了中國舉行的2022年冬季奧林匹克運動會，並且在團體高跳台/4×5公里接力比賽上獲得銅牌。